# Züsow
Züsow es un municipio situado en el distrito de Mecklemburgo Noroccidental, en el estado federado de Mecklemburgo-Pomerania Occidental (Alemania), a una altitud de 56 metros. Su población a finales de 2016 era de 295 habs. y su densidad poblacional, 15 hab/km².
Se encuentra ubicado a poca distancia al sur de la costa del mar Báltico, y junto a la frontera con el distrito de Rostock.